# 下野ヒトシ
下野ヒトシ（しものひとし、1971年12月6日 - ）は、日本のベーシスト、作曲家、編曲家、音楽プロデューサー。本名は下野 人司。東京都出身。

## 来歴
音楽家の母を持ち、下野も6歳の頃からクラシックピアノを習う。14歳からはベースを始め、高校でもエレクトリックベースの演奏に没頭。ベースの使用楽器はムーン。同メーカーより「下野ヒトシ モデル」を発売。ベースはシルバースパークルカラーがトレードマーク。
コントラバスも弾く。
大学はアメリカのバークリー音楽院を受験するも、書類選考で不合格となる。その後、下野は渡米し、ベース担当主任教授に直談判。その場でベースを演奏し合格となった。
大学時代の友人に、マーク・デルコアや宮崎隆睦、鈴木正人（LITTLE CREATURES）がいる。
帰国後はベーシストとしてSING LIKE TALKING、ゴスペラーズ、上妻宏光、平原綾香、スティーヴ・ベイリー、デイヴィッド・T・ウォーカーのコンサートツアーに参加。同時に倖田來未、JUJU等への楽曲提供、佐藤竹善、mihimaru GT、SOFFet等の編曲＆プロデュース、鈴木雅之、中西圭三、松下奈緒、岩崎宏美等の編曲を担当。更に、指揮者なども行なっている。
その他、企業イメージ曲、CM曲、WOWOWスポーツ番組、ラジオ番組のテーマソング等の制作にも携わり、2015年4月からcross fm「K's Wave」テーマ曲及びジングル制作担当。2018年リリースのVリーグテーマソングはTHE ALFEEの高見沢俊彦との共演による「Black or White」が話題になる。
海外アーティトとの共演も多く、ジャパンツアーにおいてベーシスト、ミュージックディレクターとして参加。マシュー・モリソン、ジョン・オーウェン＝ジョーンズ、ジョン・ヨンファなどが挙げられ、2018年にアジアで初演を迎えた「ディズニーブロードウェイヒッツ」ではディズニーオリジナルキャストを迎えバンドマスターとベースを担当する。テアトロ・ラッフィナートの2ndアルバム「equals beauty」では新進気鋭の映画監督、廣原暁とのコラボによる短編映画「小さな思い出」の音楽を作編曲を担当。また、この作品は、米国アカデミー賞公認アジア最大級の国際短編映画祭「ショートショートフィルムフェスティバル&アジア2014」 のミュージックショート部門にノミネートされる。
1998年にリットーミュージックより発売した「スラップベースの常套句」が爆発的なヒットをし、日本を代表するスラップベース奏者となる。
2010年より自己のソロプロジェクト「Teatro Raffinato（テアトロ・ラッフィナート）」をスタート。音楽性はジャズ、映画音楽系で管弦楽も用いられる。同プロジェクトでは様々なアーティストとのコラボが行われ話題となっている。
常にアグレッシブでオリジナルティある活動は、宇野亜喜良、ハービー・山口といった日本を代表するクリエイターからも愛され、海外を視野に入れた次なる展開が期待されているマルチミュージッククリエイターである。

## ディスコグラフィ

### シングル
|     | 発売日        | タイトル                           | 規格 | 規格品番  |
| --- | ------------- | ---------------------------------- | ---- | --------- |
| 1st | 2013年1月19日 | View To The Top/The Voice Of Glory | CD   | VQMR-3005 |

### オリジナル・アルバム
|     | 発売日         | タイトル      | 規格 | 規格品番   |
| --- | -------------- | ------------- | ---- | ---------- |
| 1st | 2011年12月19日 | La Partenza   | CD   | VQMR-3004  |
| 2nd | 2013年6月8日   | equals beauty | CD   | VQMR-3006  |
| 3rd | 2017年8月30日  | Page One      | CD   | VRCL-10136 |

### 映像作品
- 『スラップ・ベースの常套句』
- 『極上テクニックをDVDで学ぶ 下野ヒトシ/スラップ・ベース・テクニカル・メソッド』

## 提供楽曲
- 松下奈緒
  - proof of CAMELIA（編曲）
  - ブルードレス（編曲）
- 鈴木雅之
  - キミの街にゆくよ（編曲）
  - SPIRIT OF LOVE（編曲）
  - 22時までのシンデレラ（編曲）
  - Turn off the light（編曲）
- 倖田來未
  - 24（共作詞・作曲・編曲）
  - feel（共作詞・作曲・編曲）
  - Boys♥Girls（作曲・編曲）
- Sunday
  - Sweet Garden（作曲）
- mihimaru GT
  - YES（共編曲・サウンドプロデュース）
  - 恋する気持ち -acoustic ver.-（編曲）
  - ALIVE（編曲・サウンドプロデュース）
- SOFFet with mihimaru GT
  - スキナツ（編曲）
- Fonogenico
  - Reason（共編曲）
- RUA
  - Yes, We Can!（共作曲・編曲）
  - Song For You -Acoustic version-（編曲）

## 主なレコーディング参加アーティスト
- AAA
- ABYSS
- alan
- AVANTGARDE
- 上戸彩
- 鵜島仁文
- ESCOLTA
- 川嶋あい
- カコイミク
- 加藤ミリヤ
- COLOR
- Canna
- 倖田來未
- ゴスペラーズ
- コルベット・ウォール
- 佐藤竹善
- 鮫島巧
- 清水翔太
- 柴田淳
- JUJU
- ジョン・オーウェン＝ジョーンズ
- ジョン・ヨンファ
- SING LIKE TALKING
- 神保彰
- Skoop On Somebody
- 鈴木雅之
- SOFFet
  - SOFFet×高杉さと美
- 玉置成実
- Char
- デイヴィッド・T・ウォーカー
- 鳥羽潤
- ともさかりえ
- navy&ivory
- 伴都美子
- 一十三十一
- 平原綾香
- Fonogenico
- 福原美穂
- 前田陽子
- 松たか子
- mihimaru GT
- マシュー・モリソン